# AA Ponte Preta
Associação Atlética Ponte Preta, oftast enbart Ponte Preta, är en fotbollsklubb från Campinas i delstaten São Paulo i Brasilien, som grundades den 11 augusti 1900. Klubben är även känd som "Macaca". Klubbens främsta rival är Guarani, som kommer från samma stad. Ponte Preta har vunnit distriktsmästerskapet Campeonato Paulistas näst högsta division vid ett tillfälle, 1969. Hittills är en tredje plats i den nationella högsta divisionen (Campeonato Brasileiro Série A) klubbens främsta framgång.